# Anton
För andra betydelser, se Anton (olika betydelser).

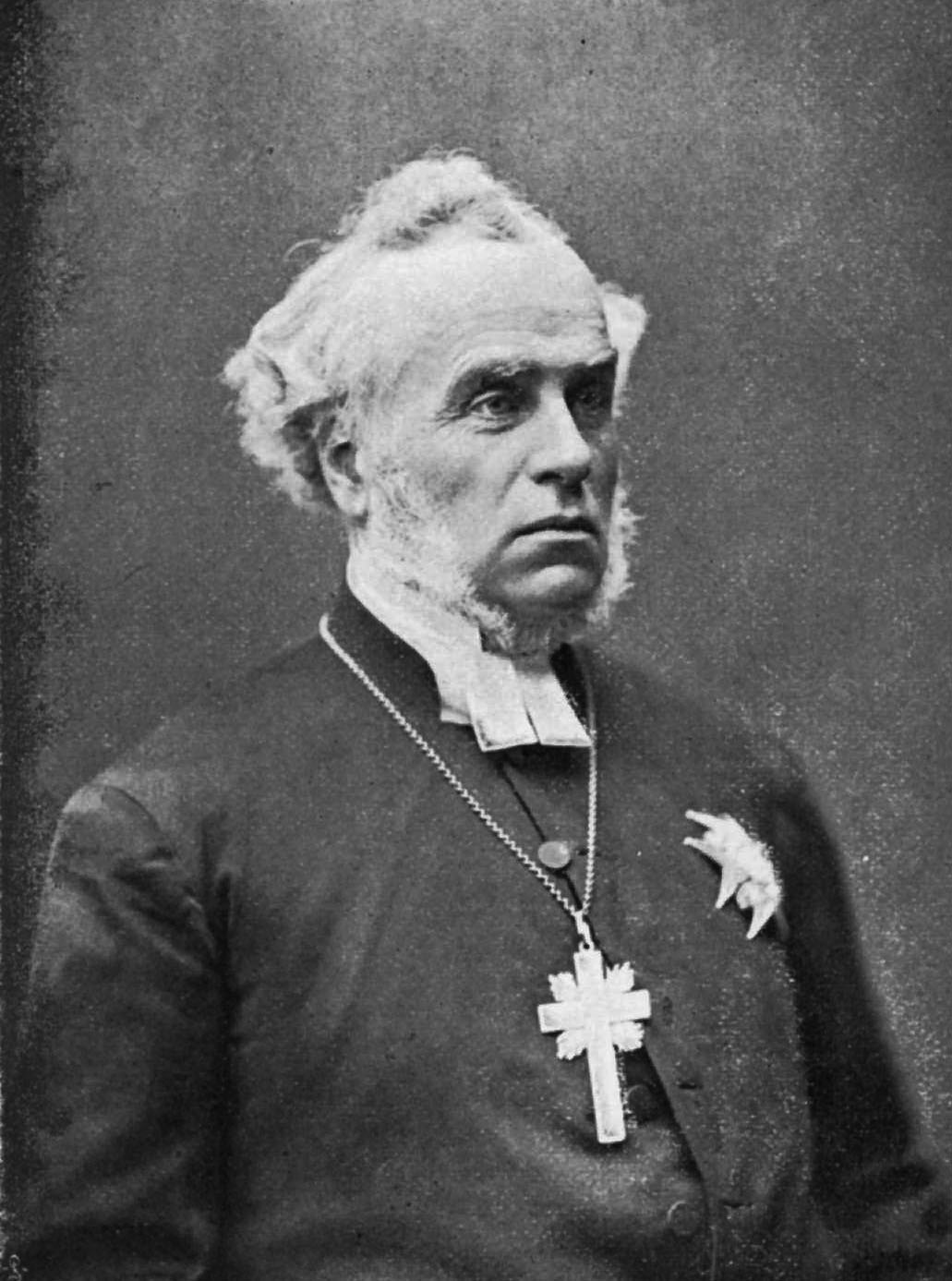
Anton Niklas Sundberg innan 1898.

Anton är ett mansnamn av tyskt ursprung. Det motsvarar latinets Antonius som betyder den ovärderlige. Namnet har förekommit i Sverige sedan början av 1600-talet. En engelsk variant av namnet är Anthony och den spanska versionen är Antonio. Förkortningen internationellt sett är Tony.
Namnet är ett exempel på ett modenamn vars popularitet tiofaldigades under 1980- och 1990-talet jämfört med tidigare. Det var 2007 ett av de 11 vanligaste pojknamnen i Sverige. Den 31 december 2007 fanns det totalt 31058 personer i Sverige med namnet, varav 22595 med det som tilltalsnamn av dessa är nio kvinnor. År 2003 fick 1209 barn namnet, varav 970 fick det som tilltalsnamn.
Namnsdag i Sverige: 17 januari. I den finlandssvenska namnsdagslängden har Anton namnsdag 17 januari sedan 1929, då en egen namnsdagskalender togs i bruk för finlandssvenskar.

## Kända personer med förnamnet Anton
- Anton Abele, riksdagsman
- Anton Andersson, trestegshoppare
- Carl Anton Axelsson, vissångare
- Anton Blanck, professor i litteraturhistoria
- Anton Bolinder, svensk höjdhoppare, europamästare
- Anton Bruckner, österrikisk tonsättare
- Anton Caselius, finländsk journalist och socialdemokrat
- Anton Corbijn, nederländsk fotograf och regissör
- Anton Diabelli, österrikisk tonsättare
- Antonin Dvorak, böhmisk tonsättare
- Anton Ferdinand, engelsk fotbollsspelare
- Anton Fig, amerikansk trumslagare
- Anton Glanzelius, TV-producent
- Anton Graff, schweizisk konstnär
- Anton Hjalmarsson, byggnadsförvaltare och riksdagsledamot (s)
- Anton Hysén, svensk fotbollsspelare
- Anton Karas, österrikisk cittraspelare
- Anton Körberg, svensk skådespelare och musiker
- Anton LaVey, grundare av Church of Satan
- Anton Lindforss, finländsk målare
- Anton Maiden (eg. Anton Gustafsson), artist
- Fred Anton Maier, norsk skrinnare
- Anton Nilson, militant socialist
- Anton Nyström, läkare, föreläsare, folkbildare
- Anton Günther av Oldenburg, greve
- Anton Pannekoek, nederländsk astronom och marxistisk teoretiker
- Anton Praetorius, tysk präst och reformert teolog
- Anton Rubinstein, rysk pianist, dirigent och tonsättare
- Anton Salétros, svensk fotbollsspelare
- Anton Strålman, svensk ishockeyspelare
- Anton Niklas Sundberg, ärkebiskop, talman, ledamot av Svenska Akademien
- Anton Hansen Tammsaare, estnisk författare
- Anton Tjechov, rysk författare
- Olav Anton Thommessen, norsk tonsättare
- Anton Webern, österrikisk tonsättare
- Carl Anton Wetterbergh ("Onkel Adam"), läkare och författare
- Anton Yelchin, rysk-amerikansk skådespelare

## Kända personer med efternamnet Anton
- Abel Antón, spansk maratonlöpare
- Gabriel Anton, österrikisk neurolog
- Igor Anton, spansk tävlingscyklist